# Scutum (arma)
Scutum era el terme en llatí per a referir-se a l'escut, encara que en temps més moderns ha derivat a un terme per fer referència a l'escut estàndard i amb forma semicilíndrica que portaven els legionaris romans.
L'escut corbat de l'època de la República Romana era ovalat, tal com es pot veure al monument de Luci Emili Paul·le Macedònic a Delfos. També s'ha trobat un exemple arqueològic en Kasr el-Harit, a Egipte. Més endavant l'escut va anar evolucionant a una forma rectangular al començament de l'Imperi.
Els scuta (en plural) rectangulars, que de vegades eren convexos i de vegades plans, eren construïts principalment a partir de tires de fusta superposades unes a les altres i amb les vetes disposades en direccions oposades, cobertes amb cuir. Això suposa que l'escut era molt resistent i, alhora, prou lleuger (d'entre 5,5 i 7,5 kg) com per a permetre la marxa de l'exèrcit.
El millor exemple que ha arribat als nostres dies és a l'actual Síria, i es tracta d'un scutum d'1,06 metres d'alçada, una corda de 66 cm, amb una longitud al llarg de la corba de 86 cm i un gruix d'entre 5 i 6 mm. La seva forma corba li permetia encaixar bé els cops més forts, mentre que els laterals protegien millor al soldat. Les fletxes i cops enemics podien desviar-se sense arribar a colpejar amb tota la seva força al legionari.

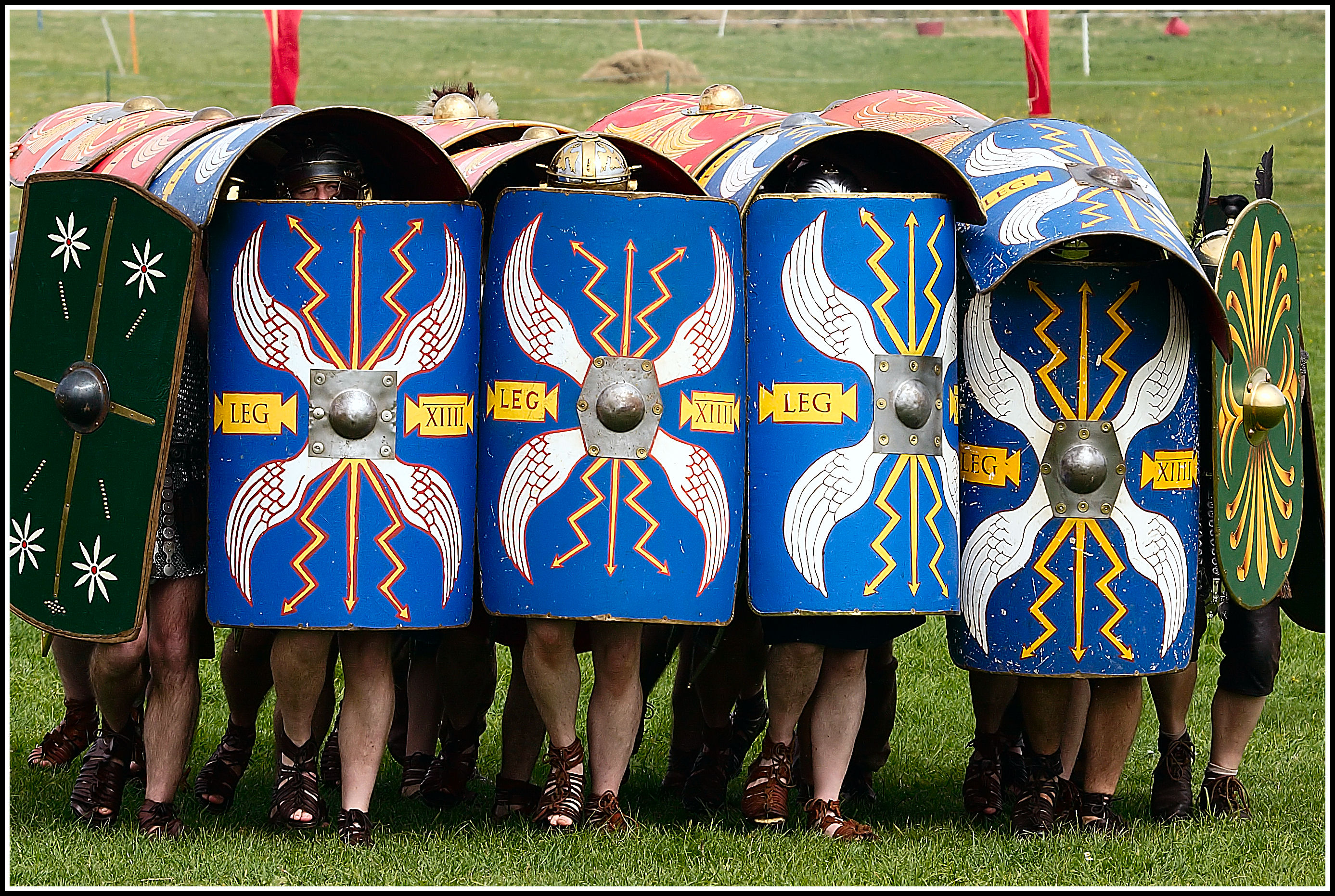
Formació en tortuga incloent diversos scuta

D'altra banda, el revestiment central de l'escut (denominat umbo) estava construït bé d'un aliatge de coure o de ferro. Es feia servir de manera ofensiva, sent prou pesat i dens per atordir o desplaçar a un oponent, cosa que facilitava al legionari el següent atac amb el seu gladius. Els legionaris solien avançar de forma alterna amb el scutum per a després, amb l'scutum lleugerament alçat per bloquejar l'oponent, atacar amb el gladius. Les vores de l'escut també folrada de metall per a major protecció podien ser usats de forma ofensiva.
La forma de l'scutum permetia fer formacions compactes de legionaris. Mitjançant aquest sistema, se superposen els escuts de manera que ofereixin una major protecció contra les armes llancívoles. D'aquestes possibles formacions, la més famosa és la formació en testudo (tortuga), en la qual els legionaris posaven els escuts de front i cap amunt, aconseguint protecció també enfront de projectils llançats en tir parabòlic o des de dalt (com per exemple fletxes, o objectes llançats des de defensors des de dalt de les muralles).